# Riga Masters
Il Riga Masters è un torneo di snooker valevole per il Ranking che si disputa dal 2014 a Riga in Lettonia.

## Storia
Nell'agosto 2014 è stata disputata la prima edizione del Riga Masters che allora si chiamava Riga Open ed era il primo evento dello European Tour, con l'inglese Mark Selby che vinse il titolo contro il nordirlandese Mark Allen.
Nel 2016 cambiarono diverse regole di gioco: il nome non era più Riga Open ma Riga Masters come oggi, il torneo era a tutti gli effetti valido per il Ranking e non più Minor-Ranking che assegnava una quantità ridotta di sterline e il format di gioco prevedeva le partite fino ai quarti di finale al meglio dei 7 frames, con semifinali e finale al meglio dei 9.
Tuttavia, il torneo lettone non è stato preso più in considerazione da molti big della classifica dato il premio di £50.000 che non rappresentava un buon assegno per competere nel Ranking e il fatto di giocare a fine luglio mentre molti dei più famosi giocatori sono impegnati nelle proprie vacanze.
Dal 2016 al 2019 le finali sono sempre terminate 5-2.

## Albo d'oro
| Anno | Vincitore      | Finalista       | Risultato | Stagione  | Riga Open    | Minor-Ranking |
| ---- | -------------- | --------------- | --------- | --------- | ------------ | ------------- |
| 2014 | Mark Selby     | Mark Allen      | 4 - 3     | 2014-2015 | Riga Open    | Minor-Ranking |
| 2015 | Barry Hawkins  | Tom Ford        | 4 - 1     | 2015-2016 | Riga Open    | Minor-Ranking |
| 2016 | Neil Robertson | Michael Holt    | 5 - 2     | 2016-2017 | Riga Masters | Ranking       |
| 2017 | Ryan Day       | Stephen Maguire | 5 - 2     | 2017-2018 | Riga Masters | Ranking       |
| 2018 | Neil Robertson | Jack Lisowski   | 5 - 2     | 2018-2019 | Riga Masters | Ranking       |
| 2019 | Yan Bingtao    | Mark Joyce      | 5 - 2     | 2019-2020 | Riga Masters | Ranking       |

## Finalisti
| N° | Giocatore       | Vittorie | Finali perse | Totale |
| -- | --------------- | -------- | ------------ | ------ |
| 1  | Neil Robertson  | 2        | 0            | 2      |
| 2  | Mark Selby      | 1        | 0            | 1      |
| 3  | Barry Hawkins   | 1        | 0            | 1      |
| 4  | Ryan Day        | 1        | 0            | 1      |
| 5  | Yan Bingtao     | 1        | 0            | 1      |
| 6  | Mark Allen      | 0        | 1            | 1      |
| 7  | Tom Ford        | 0        | 1            | 1      |
| 8  | Michael Holt    | 0        | 1            | 1      |
| 9  | Stephen Maguire | 0        | 1            | 1      |
| 10 | Jack Lisowski   | 0        | 1            | 1      |
| 11 | Mark Joyce      | 0        | 1            | 1      |

## Finalisti per nazione
| N° | Nazione          | Vittorie | Finali perse | Totale |
| -- | ---------------- | -------- | ------------ | ------ |
| 1  | Inghilterra      | 2        | 4            | 6      |
| 2  | Australia        | 2        | 0            | 2      |
| 3  | Galles           | 1        | 0            | 1      |
| 4  | Cina             | 1        | 0            | 1      |
| 5  | Irlanda del Nord | 0        | 1            | 1      |
| 6  | Scozia           | 0        | 1            | 1      |